# Catocala hymenaea
Catocala hymenaea là một loài bướm đêm thuộc họ Erebidae. Nó được tìm thấy ở Trung Đông tới Tây Á.
Có một lứa một năm. Con trưởng thành bay từ tháng 5 đến tháng 7.
Ấu trùng ăn các loài Prunus, bao gồm Prunus spinosa.